# Handlarze złudzeń
Handlarze złudzeń to film dokumentalny z 2014 roku w reżyserii Roberta Kennera inspirowany książką Merchants of Doubt Naomi Oreskes i Erika M. Conwaya.
Film ujawnia strategię komunikacyjną PR, która była pierwotnie rozwinięta przez przemysł tytoniowy w celu ochrony własnych interesów przed badaniami wskazującymi na zdrowotne skutki palenia papierosów. Najbardziej obiecującą ze stosowanych strategii było wspieranie naukowców i inne osoby, które z sukcesem zasiewały wątpliwości w stosunku do wyników badań naukowych. W filmie wykorzystano iluzjonistę aby pokazać analogię pomiędzy sposobem działania i metodami używanymi przez iluzjonistów w celu odwrócenia uwagi od sedna prezentowanych przez nich sztuczek. Przemysł tytoniowy z sukcesem odwlekł w czasie regulacje rządowe na długo po tym, jak pojawił się konsensus naukowy w kwestii zdrowotnych konsekwencji palenia tytoniu. Drugim przykładem opisanym w filmie są działania, do jakich posuwali się producenci niepalnych związków chemicznych po tym, gdy zostały odkryte ich toksyczne właściwości. Głównym tematem filmu jest sposób, w jaki ta sama strategia jest wykorzystywana w celu odwleczenia w czasie regulacji związanych z emisją gazów cieplarnianych w odpowiedzi na ryzyka związane z antropogenicznym globalnym ociepleniem.

## Produkcja

### Wywiady
W filmie przedstawiono wywiady z kilkunastoma osobami, które były zaangażowane w szereg konfliktów od regulacji związanych z produktami tytoniowymi po globalne ocieplenie. Zgodnie z kolejnością w jakiej pojawiają się w filmie są to:
- Stanton Glantz – profesor medycyny oraz działacz na rzecz regulacji związanych z paleniem tytoniu. W 1994 r. wszedł w posiadanie kartonu dokumentów z akt firmy tytoniowej Brown and Williamson. Materiały te ujawniły, że świadomość zagrożeń zdrowotnych była znana w firmie już w latach pięćdziesiątych.
- Sam Roe i Patricia Callahan – dziennikarze Chicago Tribune, którzy w 2012 r. ujawnili „producentów, którzy narażali zdrowie ludzi poprzez dalsze wykorzystanie toksycznych niepalnych środków chemicznych przy produkcji mebli domowych i materacy dziecięcych poprzez odwlekanie regulacji na poziomie stanowym i narodowym”. Dziennikarze ci byli finalistami Nagrody Pulitzera za śledztwo dziennikarskie[5].
- James Hansen – były naukowiec NASA, którego przesłuchanie w 1998 r. przed komitetem kongresu przyczyniło się to upowszechnienia się świadomości na temat globalnego ocieplenia; Hansen stał się gorącym zwolennikiem regulacji w zakresie emisji gazów cieplarnianych.
- John Passacantando – były dyrektor zarządzający Greenpeace, organizacji działającej na rzecz ochrony środowiska.
- William O'Keefe – były dyrektor zarządzający Instytutu Marshalla[6], organizacji która sprzeciwia się rządowym regulacjom emisji gazów cieplarnianych.

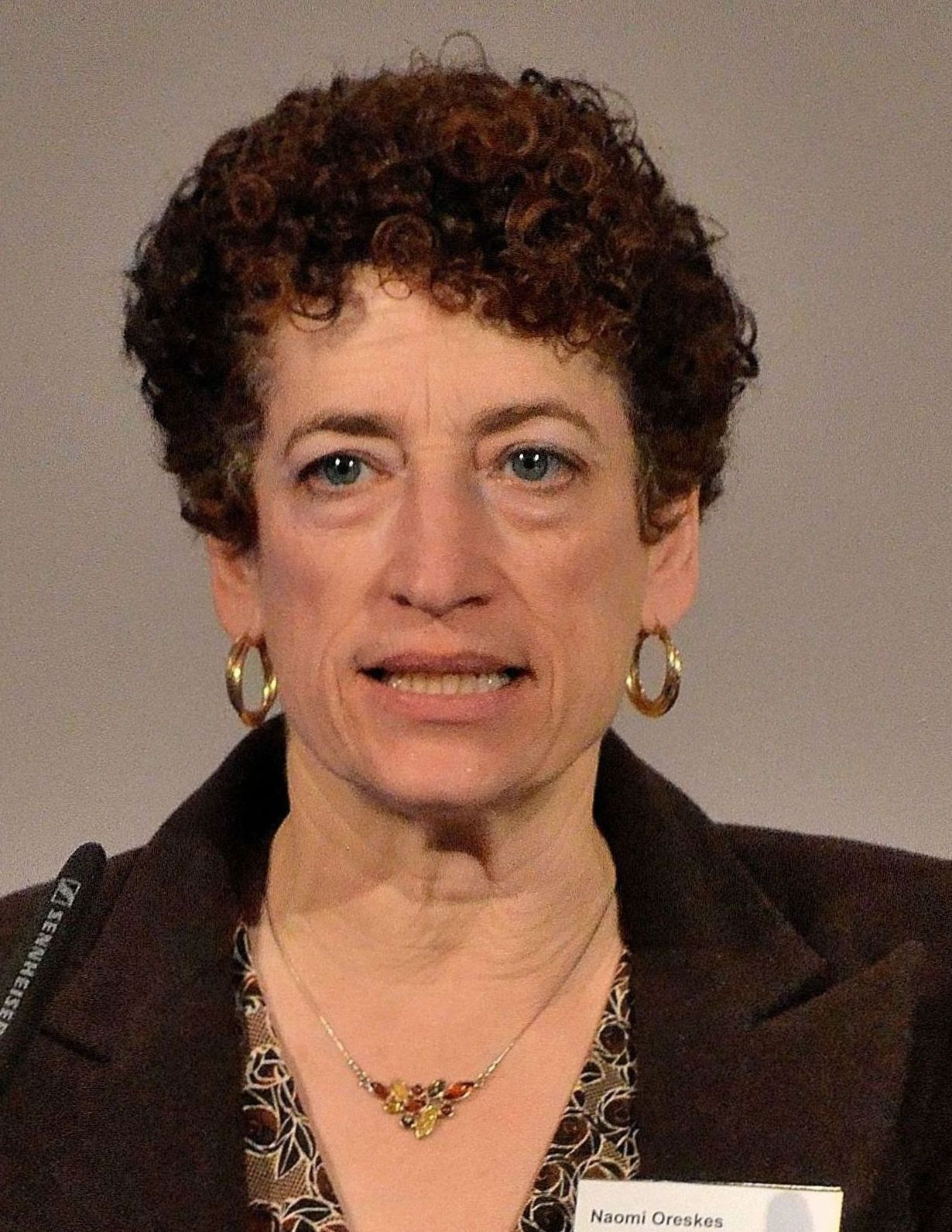
Naomi Oreskes (2015), współautorka książki Merchants of Doubt

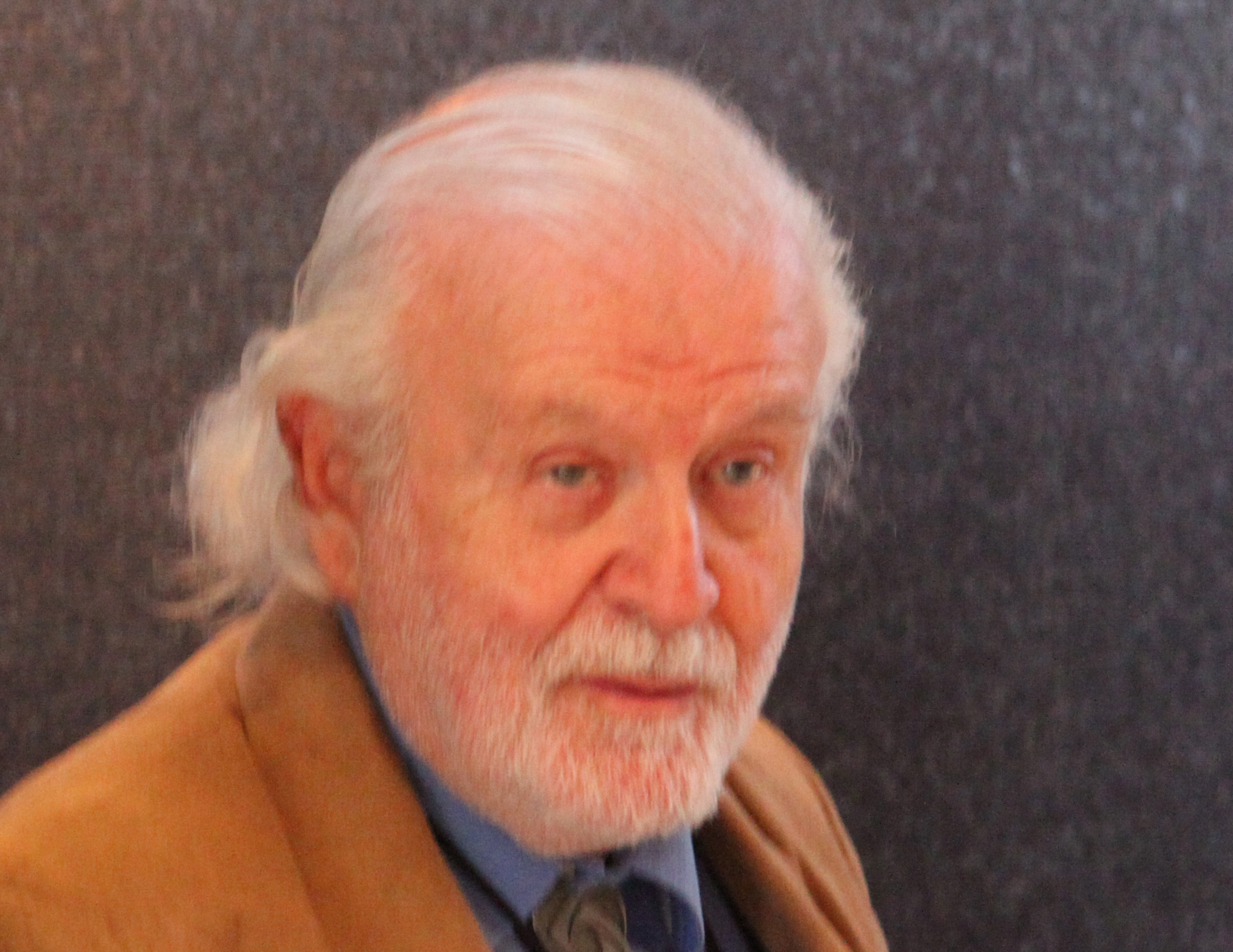
Fred Singer (2011), czołowy oponent regulacji emisji gazów cieplarnianych

- Naomi Oreskes – profesor historii nauki i współautorka książki będącej inspiracją do nakręcenia filmu.
- Fred Singer – fizyk, założyciel w 1990 r. Science & Environmental Policy Project (SEPP) w celu działania przeciwko m.in. regulacji emisji gazów cieplarnianych.
- Michael Shermer pisarz i wydawca magazynu Skeptic. Shermer był początkowo przeciwnikiem regulacji emisji gazów cieplarnianych, lecz zmienił poglądy po tym, jak zapoznał się aktualnymi danymi dotyczącymi globalnego ocieplenia.
- Matthew Crawford – pisarz, uprzedni dyrektor Instytutu Marshalla, który zrezygnował ze stanowiska po naciskach ze strony finansujących działalność Instytutu w zakresie obszaru działania i stanowiska, jakie Instytut ma przyjąć.
- Marc Morano – działacz polityczny, założyciel w 2009 r. serwisu internetowego ClimateDepot na którym Morano m.in. publikował adresy naukowców, których pracę mogły przyczynić się do nałożenia regulacji na emisje gazów cieplarnianych.
- Ben Santer, Michael E. Mann, and Katharine Hayhoe – klimatolodzy, którzy otrzymali pogróżki w związku z ich pracą naukową związaną z globalnym ociepleniem.
- Tim Phillips – prezes Americans for Prosperity, stowarzyszenia, które działa przeciw regulacjom rządowym związanym m.in. globalnym ociepleniem.
- Bob Inglis – były Izby Reprezentantów z Karoliny Południowej; stracił swoje miejsce Izbie w prawyborach po tym, jak ogłosił, że zmienił swoje zdane i postrzega globalne ocieplenie jako kwestię, która powinna być w zakresie zainteresowania rządu.

### Zawodowy iluzjonista
W filmie zamieszczone zostały fragmenty przedstawienia Jamy'ego Iana Swissa wraz z jego komentarzem. Przeznaczeniem tego wprowadzenia jest pokazanie, że istnieje analogia pomiędzy technikami zawodowego iluzjonisty oraz strategią firm PR. Iluzjoniści uczą się w jaki sposób odwrócić uwagę publiczności od tych elementów sztuczki, które są kluczowe dla jej przeprowadzenia. Firmy PR odwracają uwagę opinii publicznej od faktycznych zagrożeń związanych z produktami. Taktyka ta była systematycznie rozwijana przez przemysł tytoniowy w latach 50. XX wieku w odpowiedzi na pojawienie się prac naukowych dowodzących znaczące zagrożenia związane ze zdrowiem, co stawiało pod znakiem zapytania zyski branży tytoniowej. Podstawowa taktyka odwracania uwagi polegała na wykorzystaniu uznanych osób, które podkreślały niepewności związane ze szkodliwością jako argument przed podejmowaniem działań.

## Odbiór filmu

### Groźba pozwu sądowego
Jedna z osób występujących w filmie – Fred Singer, napisał do reżysera, że rozważa pozew sądowy. Pomimo faktu, że pozew nie został złożony, Kenner zauważył w wywiadzie, że „sugestia [Singera] może być bardzo kosztowna, moim zdaniem to próba zastraszenia”. W latach 90. Singer pozwał Justina Lancastera za jego wypowiedzi dotyczące włączenie Rogera Revelle jako współautora pracy wraz z Singerem i Chauncey Starrem; Revelle umarł krótko po tym, jak artykuł się ukazał. Sprawa sądowa skończyła się wycofaniem Lancastera z twierdzeń jako „bezpodstawnych”, a sam Lancaster wyrażał później żal z powodu konieczności zawarcia takiej ugody.

### Recenzje
Film był szeroko komentowany w głównych mediach amerykańskich. Serwis Metacritic wymienił 24 recenzje do końca 2015. Justin Chang napisał w magazynie Variety, że „jest to inteligentny, solidnie uargumentowany, prawie że przesadnie wygładzona analiza amerykańskiego przemysłu propagandowego — sieci profesjonalistów od fabrykowania, ściemniania i pseudonaukowców, którzy ostatnio próbują namieszać w naukowej debacie na temat globalnego ocieplenia. Jest to film na tyle intrygujący pokazaniem ciemnych postaci, że prawie skutkuje perwersyjnym odruchem podziwiania, a fascynacja staje się zaraźliwa”.

## Wydania płytowe
Merchants of Doubt (w wersji oryginalnej) zostało wydane na DVD 7 lipca 2015.